# Not Married with Children XXX
Not Married with Children XXX ist eine US-amerikanische Porno-Parodie auf die US-amerikanische TV-Sitcom „Married… with Children“, bekannt in Deutschland als Eine schrecklich nette Familie, aus den 1980er und 90er Jahren.

## Handlung
Der Familienvater und Schuhverkäufer Al kümmert sich um seine Familie. Dabei gerät er immer wieder in verfängliche Situationen. Seine nymphomanisch veranlagte Tochter macht ihm dabei am meisten Probleme. 

## Auszeichnungen
- 2010: XRCO Award – Best Comedy or Parody
- 2010: XRCO Award – Best Single Performance – Actor (Eric Swiss)
- 2010: AVN Award – Best Actor (Eric Swiss)
- Der Film war zudem in folgenden Kategorien nominiert: Best DVD Extras, Best Parody, Best Screenplay (Will Ryder), Best Solo Sex Scene (Kagney Lynn Karter), Best Supporting Actress (Kagney Lynn Karter) und Best Supporting Actress (Brittany O’Connell)

## Fortsetzung
Im Jahr 2010 wurde Not Married with Children XXX 2 veröffentlicht, größtenteils mit denselben Darstellern.